# Strathmill
Strathmill ist eine Whisky-Brennerei in Keith, Moray, Schottland.

## Geschichte
Die Strathmill Destille wurde 1891 auf dem Anwesen einer 1823 erbauten Getreidemühle errichtet. Zu dieser Zeit hieß die Destille allerdings noch Glenisla-Glenlivet. Ihren heutigen Namen bekam sie erst 1895, als die Firma W. und A. Gilbey sie aufkaufte. Heute ist die Destille in Besitz von Diageo.
Über viele Jahre lieferte Strathmill den zentralen Bestandteil für die Dunhill/Old Master Blends. Erst 1993 wurde ein eigener  Single-Malt-Whisky verkauft.